# Wiesław Adam Berger
Wiesław Adam Berger (6. června 1926, Ostrava-Přívoz - 15. ledna 1998, Ostrava-Poruba) byl polský prozaik, básník, redaktor a publicista. Publikoval pod pseudonymy Adam Błędowicki, Górski, Górny, Lans, WAB.

## Život
Wiesław Adam Berger se narodil 6. 6. 1926 v Ostravě–Přívoze a dětství strávil v Dolních Bludovicích (Havířov), kde žil v letech 1926 až 1940. Během 2. světové války byl deportován do nacistického Německa k nucené práci. Později navštěvoval polské lyceum Cypriana Norwida ve Villard-de-Lans (vedené jeho vlastním strýcem) a další polskou školu Houilles ve Francii, což ho ovlivnilo v jeho dílech, kde často používal francouzské motivy. Od roku 1948 pracoval jako elektrikář v Národním divadle moravskoslezském v Ostravě a až později se uplatnil jako spisovatel.

## Působení v literatuře
Byl členem Polské kulturní a vzdělávací unie (PZKO) a několika literárních organizací, např. Obec spisovatelů (Gmina Psarzy), sdružení Stowarzyszenie Pisarzy Polskich, Zrzeszenie Pisarzy Polskich w CSRF, polského menšinového uměleckého sdružení SLA (Sekcja Literacko-Artystyczna).
Publikoval v: Głos Ludu, Ostravský kulturní zpravodaj, Kulturní měsíčník, Zwrot, Kalendarz Śląski, Literární měsíčník, Poglądy, Kwartalnik Społeczno-Kulturalny, Życie Literackie, Przekrój, Gazeta Krakowska, Nadodrze, Tygodnik Kulturalny, Tak i Nie aj.
Zajímal se o regionální odlišnosti a často volal po polsko-české spolupráci. Ve svých dílech se například často zmiňoval o okolí řeky Lučiny, kde trávil své mládí.
Zemřel 15. ledna 1998 v Ostravě-Porubě.

### Díla
- Cvrčci v hlavě - Świerszcze w głowie (1979)
- Smysly - Zmysły (1981)
- Jdu. Concorde - Idę. Concorde (1984)
- Most přes Lučinu - Most nad Łucyną (1987)
- Dobře - Okay (1988)
- Mariánské Lázně - Marienbad (1995)
- Příliš pozdě - Za późno (1996)
- Spolupracoval na almanaších: Z korca maku, Zaprosimy do stołu, Zaproszenie do źródła, Samosiewy.